# Face Dances
Face Dances je deváté studiové album britské rockové kapely The Who. Bylo vydáno v roce 1981 ve Spojených státech společností Warner Bros. Records a ve Spojeném království společností Polydor Records. Je jedním ze dvou studiových alb, na kterém hrál bubeník Kenney Jones, který nahradil Keithe Moona po jeho smrti o tři roky dříve.
Ačkoliv se někteří albu vysmívali, Roger Daltrey v roce 1994 řekl, že se mu album líbí. Někteří kritici, zejména v Boston Globe v recenzi z dubna 1981, prohlásili, že to bylo nejlepší album The Who od vydání Quadrophenie v roce 1973.
Obal alba obsahuje obrazy členů kapely od mnoha britských malířů, kteří byli pověřeni Peterem Blakem, designérem obalu alba Sgt. Pepper's Lonely Hearts Club Band od The Beatles. Mezi těmito malíři byli například Tom Phillips, Richard Hamilton, Allen Jones, David Hockney, Clive Barker, R. B. Kitaj, Howard Hodgkin, Patrick Caulfield a Blake sám.

## Seznam skladeb
Autorem všech skladeb je Pete Townshend, kromě uvedených výjimek.
Strana 1
1. "You Better You Bet" - 5:36
2. "Don't Let Go the Coat" - 3:44
3. "Cache Cache" - 3:57
4. "The Quiet One" (John Entwistle) - 3:10
5. "Did You Steal My Money" - 4:11

Strana 2
1. "How Can You Do It Alone" - 5:26
2. "Daily Records" - 3:27
3. "You" (Entwistle) - 4:31
4. "Another Tricky Day" - 4:55